# Iglesia de Saint-Gervais (Ruan)
La iglesia de Saint-Gervais en la población francesa de Ruan es una iglesia católica de la arquidiócesis de Ruan construida en estilo neorrománico por el arquitecto Martin Pierre entre 1868 y 1874.

## Historia
La iglesia actual, de estilo neorrománico y bóveda apuntada, es sucesora a un prioraro dependiente de la abadía de Fécamp, edificio extramuros donde murió Guillermo el conquistador el 9 de septiembre de 1087. Bajo el coro hay una cripta rectangular anterior al año mil. La tradición dice que ese es el lugar de enterramiento de los primeros obispos de Ruan. De hecho, un gran cementerio paleocristiano se extiende hasta la calle Renard, antigua vía romana. Se encuentran allí muchos sarcófagos, dos de los cuales están expuestos en la iglesia.
El priorato fue ampliamente conocido, entre otras cosas por ser el lugar de reposo de  Santo Tomás de Canterbury, durante su enfermedad. También recibió regularmente la visita de los reyes Enrique II de Inglaterra y Luis VII de Francia.
Este priorato duró hasta el siglo XV. La iglesia fue demolida en 1418 justo antes del sitio de los ingleses para que no pudieran encontrar refugio en ella y reconstruida en 1434. Asimismo resultó muy dañada durante las revueltas entre civiles y religiosos en  1560 y 1562 y por el sitio de Ruan por Enrique IV de Francia en 1591.

## Descripción
Charles Marie Bouton hizo un dibujo de la cripta de Saint-Gervais en 1823. El fresco del coro se debe al pintor Savinien Petit. El panel central decorado con una cruz está rodeado por seis paneles pintados que representan a los santos Tomás Becket, Mellon, Santos Gervasio y Protasio, San Victricio y San Andrés.
La iglesia se encuentra dentro de la lista de monumentos históricos franceses desde 1840.